# Xã Udolpho, Quận Mower, Minnesota
Xã Udolpho (tiếng Anh: Udolpho Township) là một xã thuộc quận Mower, tiểu bang Minnesota, Hoa Kỳ. Năm 2010, dân số của xã này là 448 người.